# Nordmazedonische Beachhandball-Nationalmannschaft der Frauen
Die nordmazedonische Beachhandball-Nationalmannschaft der Frauen repräsentiert den nordmazedonischen Handball-Verband als Auswahlmannschaft auf internationaler Ebene bei Länderspielen im Beachhandball gegen Mannschaften anderer nationaler Verbände. Den Kader nominiert der Nationaltrainer.
Das männliche Pendant ist die Nordmazedonische Beachhandball-Nationalmannschaft der Männer.

## Geschichte

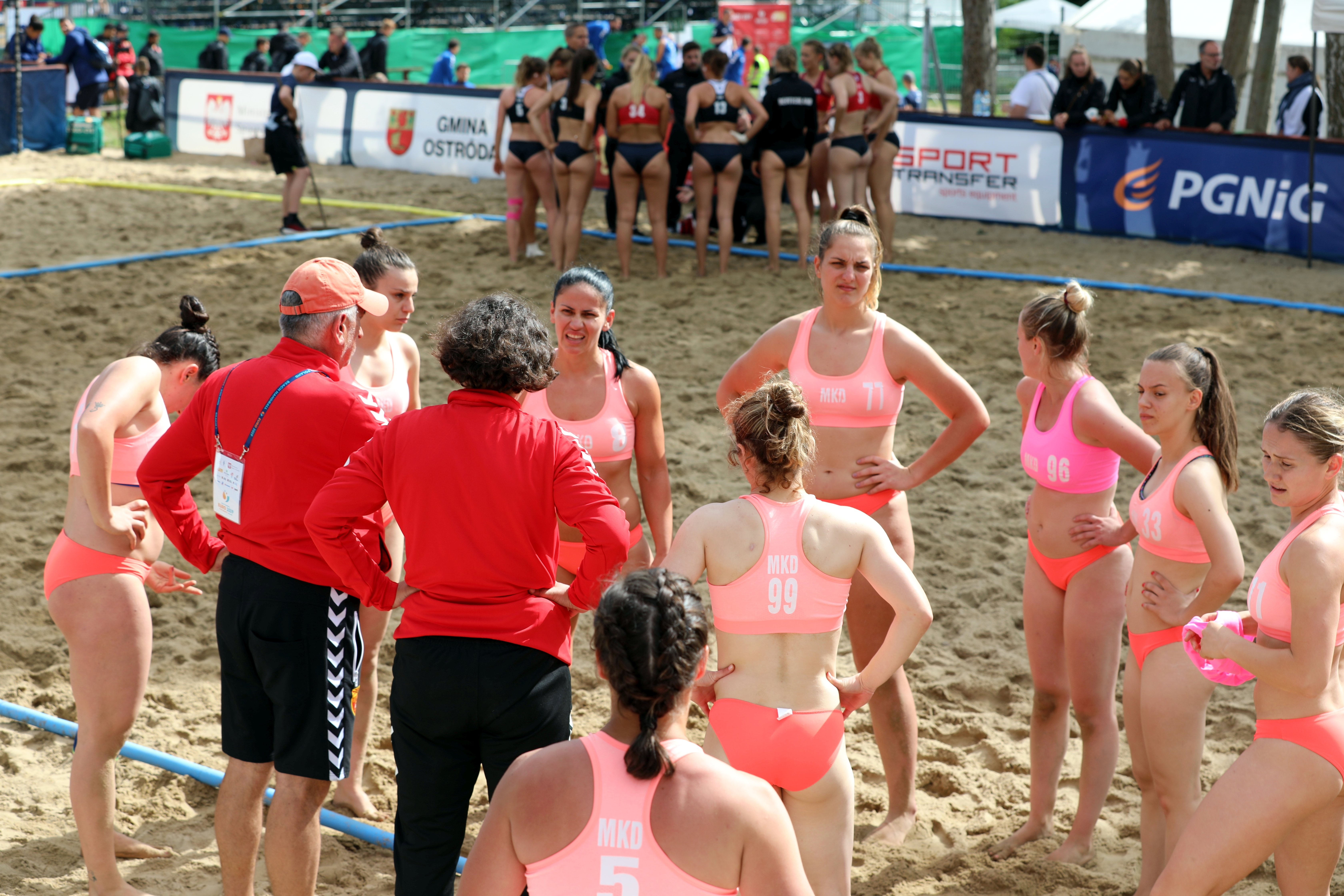
Die nordmazedonische Mannschaft berät sich während einer Auszeit im Vorrundenspiel gegen Deutschland bei der EM 2019

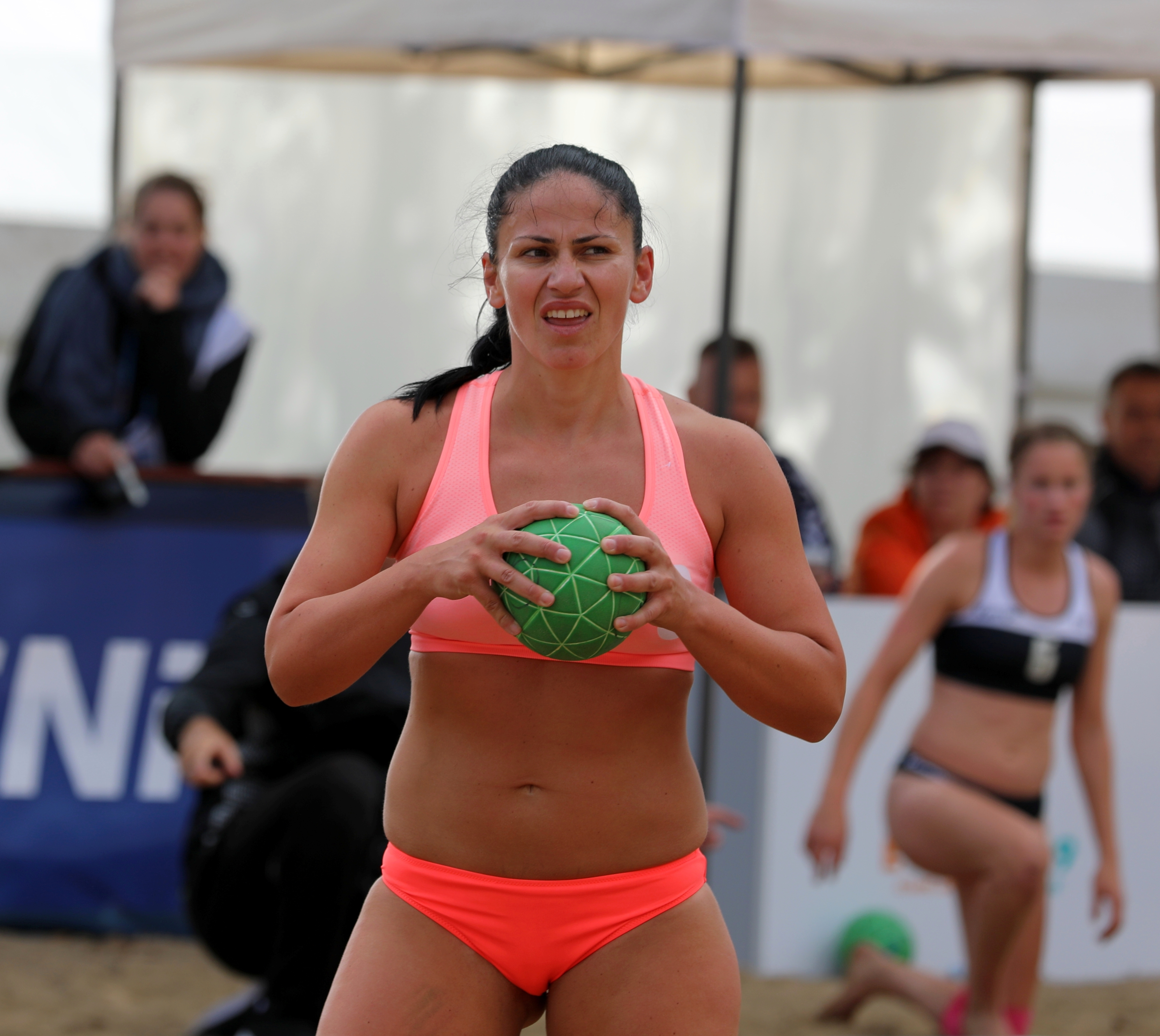
Simona Grozdanovska (hier 2019), Teilnehmerin der EM 2007 und 2019

Wie fast alle Beachhandball-Nationalmannschaften der Nachfolgestaaten Jugoslawiens wurde die Mannschaft Mazedoniens, beziehungsweise der ehemaligen jugoslawische Republik Mazedonien (FYROM) vergleichsweise früh gegründet. Schon bei der zweiten Austragung der Europameisterschaften 2002 in Cádiz, Spanien nahm das Land erstmals an einer internationalen Meisterschaft teil und wurde 14. Bei den beiden folgenden Teilnahmen 2004 und 2007 stieß das Team in die erweiterte europäische Spitze vor und kam jeweils auf sechste Plätze. 2007 konnte sich Mazedonien somit für die Weltmeisterschaften 2008 erneut in Cádiz qualifiziert. In Spanien belegte die Mannschaft Platz zehn. Im Jahr darauf erreichte die Mannschaft ihren größten Erfolg. Bei den World Games 2009 in Kaohsiung, Taiwan erreichte die Mannschaft das Halbfinale und belegte am Ende den vierten Platz. Nach einem Platz im hinteren Mittelfeld bei der EM 2011 nahm Mazedonien über mehrere Jahre nicht mehr an internationalen Meisterschaften teil. Erst 2019 nahm man, nun schon im Vorausgriff auf die 2020 erfolgte Umbenennung der Nation als Nordmazedonien startend, an der Europameisterschaft in Stare Jabłonki, Polen, teil und wurde dort unter den 20 teilnehmenden Mannschaften Letzte.
Bei der EM 2007 wurde Nataša Kocevska als beste linke Flügelspielerin ausgezeichnet. Bei der EM 2019 wurde die Mannschaft Nordmazedoniens mit dem Fair-Play-Preis ausgezeichnet, weil sie im gesamten Turnierverlauf in neun Spielen nur vier Zeitstrafen bekam und damit anders als bei früheren Teilnahmen weitaus weniger aggressiv agierte.

## Trainer
| Cheftrainer - 2007–2019: Sasho Srbinovski - seit 2023: Zlatko Mojsoski | Co-Trainer/in - 2007–2008: Rubinco Srbinovski - 2019: Tanja Andrejeva - seit 2023: Anja Althaus |

## Teilnahmen
| World Games - 2001: nicht eingeladen - 2005: nicht eingeladen - 2009: 4. - 2013: nicht qualifiziert - 2017: nicht qualifiziert - 2022: nicht qualifiziert World Beach Games - 2019: nicht qualifiziert - 2023: nicht qualifiziert Mediterranean Beach Games - 2015: keine Teilnahme - 2019: keine Teilnahme - 2023: | Weltmeisterschaften - 2001: keine Teilnahme - 2004: nicht qualifiziert - 2006: nicht qualifiziert - 2008: 10. - 2010: nicht qualifiziert - 2012: nicht qualifiziert - 2014: nicht qualifiziert - 2016: nicht qualifiziert - 2018: nicht qualifiziert - 2020: ausgefallen - 2022: nicht qualifiziert | Europameisterschaften - 2000: keine Teilnahme - 2002: 14. - 2004: 6. - 2006: keine Teilnahme - 2007: 6. - 2009: keine Teilnahme - 2011: 11. - 2013: keine Teilnahme - 2015: keine Teilnahme - 2017: keine Teilnahme - 2019: 20. - 2021: keine Teilnahme - 2023: keine Teilnahme | EHF Championship - 2022: keine Teilnahme Global Tour - 2022: keine Teilnahme |

- EM 2002: Kader derzeit unbekannt

- EM 2004: Kader derzeit unbekannt

- EM 2007: Tanja Andrejeva • Klara Boeva • Elena Gjorgjijevska • Simona Grozdanovska • Lence Ilkova • Nataša Kocevska • Dijana Naumoska • Dragana Pecevska • Valentina Radulovic • Adrijana Zdravkovska[3]

- WM 2008: Vesna Ackovska • Tanja Andrejeva • Klara Boeva • Biljana Crvenkovska • Dijana Naumoska • Dragana Pecevska • Anzela Platon • Valentina Radulovic • Alexandra Slavkovska[4]

- WG 2009: Vesna Ackovska • Tanja Andrejeva • Mirjeta Bajramoska • Eva Dinevska • Dusica Gjorgjijevska • Elena Gjorgjijevska • Lence Ilkova • Nataša Kocevska • Robertina Mechevska • Natasha Mladenovska • Daniela Noveska[5]

- EM 2011: Jasmina Andonova • Eva Dinevska • Elena Gjorgjijevska • Robertina Grujoska • Ivana Manevska • Slavica Mrkich • Dijana Naumoska • Natalia Todorovska • Adrijana Zdravkovska[6]

- EM 2019: Aleksandra Borizovska • Sanja Dabevskara • Pena Gramatova • Simona Grozdanovska • Teodora Gulicoska • Monika Janeska • Teodora Markoska • Dragica Mitrova • Bisera Paskal[7]